# Bonte slechtvalk
De bonte slechtvalk of roodborstvalk (Falco deiroleucus) is een roofvogel uit de familie der valken (Falconidae). Deze soort leeft in Midden- en Zuid-Amerika.

## Uiterlijk
De bonte slechtvalk lijkt sterk op de algemenere nauw verwante vleermuisvalk, maar het heeft een duidelijkere oranje borst. Bovendien is de bonte slechtvalk groter dan de vleermuisvalk. Vrouwelijke valken zijn ongeveer veertig procent groter dan mannelijke dieren: 38 tot 40 cm en 550 tot 700 gram tegenover 35 tot 36 cm en 325 tot 425 gram. De spanwijdte bedraagt ongeveer 83 cm. Deze valk is gebouwd op snelheid en minder op behendigheid. Het lichaam is compact met krachtige vliegspieren. De vleugels zijn lang, smal en puntig. De staart is relatief kort. De bonte slechtvalk heeft een krachtige bek en sterke poten. De voeten zijn relatief de grootste van alle valken.

## Leefgebied en leefwijze
De bonte slechtvalk komt voor in uitgestrekte laaglandregenwouden, subtropische berghellingen en savanneranden met geschikte kliffen in riviervalleien of nabij water om te nestelen. Incidenteel nestelt de bonte slechtvalk ook in bomen, zoals in kapokbomen (Ceiba), mahoniebomen (Swietenia) of bepaalde soorten palmen (Orbignya). In Ecuador zijn ook nesten in epifyten in de toppen van uitstekende bomen beschreven. De bonte slechtvalk is een standvogel en leeft solitair of in paartjes. Het is monogaam. In januari en februari vindt de balts plaats, waarna eind maart en begin april tijdens het droge seizoen twee tot vier eieren worden gelegd. De bonte slechtvalk is na ongeveer twee jaar geslachtsrijp en wordt ongeveer twintig jaar oud. De bonte slechtvalk jaagt boven het kroondak van het regenwoud op kleine en middelgrote vogels. Deze valk zet vanaf een uitkijk op een dode boom of klif een duikvlucht of achtervolging in op zijn prooidier. Met name parkieten, duiven en gierzwaluwen worden bejaagd, maar trogons, kleine papegaaien, spechten, motmots, arassari's, steltlopers, nachtzwaluwen en zangvogels zoals zwaluwen, tityra's, tangara's, tirannen, gaaien, lijsters, spotlijsters, kardinalen en troepialen behoren tot de prooidieren van de bonte slechtvalk. Ook vleermuizen worden bejaagd. Een studie naar het voedingspatroon van de bonte slechtvalk in Belize liet zien dat vogels 86% van de prooidieren vormen, naar 14% aan vleermuizen. Ongeveer de helft van bejaagde vogels was 25 tot 75 gram zwaar. De snelheid bij achtervolgingen benadert die van de slechtvalk. De zwart-witte kuifarend, zwarte gier en de grote ransuil zijn de voornaamste bejagers van de bonte slechtvalk. De zwarte gier concurreert ook voor nestlocaties met de bonte slechtvalk.

## Verspreidingsgebied
Het verspreidingsgebied van de bonte slechtvalk liep voorheen van zuidelijk Mexico tot noordelijk Argentinië en gegevens suggereren een continue verspreiding in het verleden. DNA-onderzoek heeft aangetoond dat er sprake is van één populatie zonder ondersoorten. Waarschijnlijk was de soort altijd al zeldzaam door de gespecialiseerde ecologie en habitatvoorkeuren, maar inmiddels is de bonte slechtvalk verdwenen uit het merendeel van Midden-Amerika en krimpt het leefgebied in Zuid-Amerika.

### Verspreiding in Midden-Amerika
De bonte slechtvalk komt in Midden-Amerika alleen voor in de kalksteenheuvels van Belize en Guatemala met waarschijnlijk minder dan veertig broedparen. Het is de grootst bekende en enige uitgebreid bestudeerde populatie van de bonte slechtvalk. Er zijn dertien bekende nestgebieden in Belize, waarvan twaalf in de Mountain Pine Ridge en één in het centrale Mayagebergte. De Mountain Pine Ridge is een plateau van 600 tot 900 meter hoog en het vormt een overgangszone tussen tropisch en subtropisch bos. Het plateau is begroeid met dennen en in het plateau liggen kloven met rivieren, waar zich kliffen van kalksteen en graniet langs bevinden In Guatemala zijn zes bekende nestgebieden, die gelegen zijn in de Cordillera Mirador. Dit gebied omvat regenwouden op 100 tot 300 meter hoogte en het ligt deel in het Nationaal park Tikal. De meeste nesten bevinden zich op kliffen, maar er is één nest beschreven in een palm van de soort Orbignya cohune en één op een Maya-tempel in Tikal. De populatie in Guatemala is stabiel, hoewel uitbreiding van nederzettingen en ontbossing bedreigingen vormen. De populatie in Belize lijkt sterk achteruit te gaan door habitatverlies voor het verkrijgen van landbouwgrond en de aanleg van een stuwdam. In 2013 werd een jonge valk gezien in het district Toledo in het laagland van zuidelijk Belize.
Elders in Midden-Amerika is de bonte slechtvalk sporadisch waargenomen. Broedactiviteit is niet gedocumenteerd buiten Belize en Guatemala. In 1999 en 2000 werd gezocht naar bonte slechtvalken in ogenschijnlijk geschikt habitat in Honduras, Nicaragua, Costa Rica en Panama. Vanaf de grond werden 66 kliffen onderzocht, zonder dat een bonte slechtvalk werd gezien. Met een vliegtuig werden zonder resultaat 55 kliffen onderzocht. Met een helikopter werd 262 kalksteenkliffen in Honduras en Panama onderzocht en hierbij werd in Darién één bonte slechtvalk gevonden in een kalksteenkloof en twee valken samen 11 kilometer ten zuiden van deze kloof.
In Costa Rica zijn sinds eind jaren vijftig van de twintigste eeuw geen betrouwbare waarnemingen meer gedaan van de bonte slechtvalk. Er zijn vijf museumspecimens, waarvan de laatste dateert uit 1934. Voorheen kwam de soort voor in de heuvels en het middelgebergte aan de Caribische zijde van het land tot op 1500 meter hoogte. Zo wordt de bonte slechtvalk benoemd in een beschrijving van de avifauna van Alto de Guayacán in het Caribische middelgebergte. Ook zou de bonte slechtvalk zijn waargenomen in Nicoya, de Valle Central en de Pacifische grensregio van Costa Rica en Panama. In 1990 werd mogelijk een bonte slechtvalk waargenomen in een heuvelgebied bij Las Brisas de Pacuarito in de provincie Limón. Mogelijk ontbreekt de bonte slechtvalk in Costa Rica doordat kalksteenkliffen in het land grotendeels ontbreken. De meeste "kliffen" zijn van vulkanische oorsprong en met bos bedekt en daardoor waarschijnlijk ongeschikt om te nestelen voor de bonte slechtvalk.
Tot de jaren negentig van de twintigste eeuw waren uit Panama twee negentiende-eeuwse specimens uit Chiriquí en drie beschreven waarnemingen in de provincies Coclé (1957), Panama (1970) en Darién (1981) bekend. In 2000 werden bij een zoektocht per helikopter naar harpijnesten vier broedparen van de bonte slechtvalk gevonden in een afgelegen bosgebied in Darién nabij de grens met Colombia. Deze valken worden door middel van jaarlijkse studies geobserveerd.

### Verspreiding in Zuid-Amerika

Bonte slechtvalk in Nationaal park Kaieteur in Guyana.

Het voorkomen van de bonte slechtvalk in Zuid-Amerika is beperkt onderzocht. Voorheen werd gedacht dat de soort alleen in bosgebieden in het heuvelland en middelgebergte voorkwam, maar bij een studie van 1989 tot 1995 werd de bonte slechtvalk ook meerdere malen in de centrale delen van het Amazoneregenwoud in Brazilië waargenomen. Driekwart van de valken werd gezien langs rivieren, in het bijzonder de Rio Negro (62,5% van de waarnemingen).Daarnaast werd de bonte slechtvalk gezien aan de randen van het terra firme-bos, regenwoudgebieden die niet overstromen.
De bonte slechtvalk is in de eenentwintigste eeuw door het Neotropical Raptor Network op meerdere plekken voor het eerst waargenomen. In 2007 werd de bonte slechtvalk gezien in Quito, op 2910 meter hoogte in de Andes. Voorheen was de soort in Ecuador alleen bekend uit de berghellingen en het laagland in het oosten van het land tot 1400 meter hoogte. In Calama, midden in een van de droogste woestijnen ter wereld, werd de bonte slechtvalk in 2007 waargenomen. Het was de eerste waarneming in Chili van de soort. In 2008 werd de bonte slechtvalk voor het eerst gezien in de Magdalena-vallei in Colombia op 1365 meter hoogte bij Alto de Chapetón. Eveneens in 2008 werd de soort waargenomen bij Alto Los Alpes in Colombia, de eerste keer dat de bonte slechtvalk werd gezien aan de oostelijke zijde van de Cordillera Oriental. In 2014 werd de bonte slechtvalk voor het eerst waargenomen in Bogotá, op 2555 meter hoogte in de botanische tuin van de Colombiaanse hoofdstad.
In 2008 werd het Reserva Natural de las Aves Halcón Colorado opgericht. Dit reservaat is vernoemd naar de bonte slechtvalk en ligt bij Villavicencio in het centrale deel van Colombia. Het is dertig hectare groot en het reservaat omvat regenwoud op 800 tot 1100 meter hoogte.

## Uitzettingsprogramma
The Peregrine Fund, een Amerikaanse instelling, heeft een project voor bonte slechtvalken in Belize. Dit project omvat observatie in het wild en een fokprogramma waarbij jongen valken worden uitgezet in de Mountain Pine Ridge. Het fokprogramma vindt plaats in Sheridan in de Amerikaanse staat Wyoming. De bonte slechtvalk is moeizaam te fokken in gevangenschap. De eerste pogingen vonden plaats in de jaren tachtig met een paartje uit Guatemala en twee jongen werden geboren met behulp van kunstmatige inseminatie. In 1983 werden drie bonte slechtvalken uit Guatemala ondergebracht in bij de Santa Cruz Predatory Bird Research Group in Californië, maar dit drietal stierf binnen een jaar. In 1993 werd door The Peregrine Fund een eerste poging ondernomen in Wyoming met zes jonge valken uit Guatemala en Belize, plus een vrouwelijke valk die was gered op een vogelmarkt in Peru. In 1997 overleden zes van de zeven valken binnen twaalf uur door een adenovirusinfectie. In 2000 werd in Wyoming een nieuw centrum gebouwd met ruime klimaatgecontroleerde volières waarin tropische omstandigheden gesimuleerd kunnen worden. De oorspronkelijke populatie in het fokcentrum werd tussen 2001 en 2005 opgebouwd en bestond uit zestien valken. Veertien valken kwamen uit Panama en twee uit Belize. Dertien van de zestien valken werden geboren uit eieren die waren verzameld bij wilde broedparen. Door het legsel weg te nemen, werden de ouders gestimuleerd nog een legsel te produceren. In 2006 werden middels kunstmatige inseminatie vier gezonde valken geboren. In 2012 werden twee jonge valken uit Belize in het centrum ondergebracht die vanwege infestatie door horzels waren opgevangen. Van 2006 tot 2014 werden in totaal 56 jongen geboren. In dezelfde periode werden 39 valken uitgezet in de Mountain Pine Ridge. Enkele valken verhuisden naar het World Center for Birds of Prey in Boise in de Amerikaanse staat Idaho voor educatieve doeleinden. De valken worden in het fokcentrum in kleine groepjes gehouden en met de hand gevoerd. Midden juni, als de valken ongeveer veertig dagen oud zijn, worden ze naar Belize vervoerd. De jonge valken worden in eerste instantie geplaatst in een houten nestkast op een platform boven op een levende dennenboom. Vanaf dit platform worden de valken vrijgelaten voor hun eerste vluchten. In 2007 en 2008 werden vijf van de dertien uitgezette jongen in de omgeving van het platform gedood door een zwart-witte kuifarend, waarna het platform werd verplaatst naar een plek met meer vluchtmogelijkheden. Tweemaals daags wordt gevoederd bij het platform, in de ochtend en aan het einde van de middag. De valken krijgen kwartels te eten die worden ingevlogen uit de Verenigde Staten. De valken zijn tijdens de eerste periode uitgerust met een kleine radiozender aan hun poot. De jonge valken beginnen zelf te jagen tijdens het hoogtepunt van de zangvogelmigratie in september en oktober, net als bij wilde bonte slechtvalken, die eveneens tot de herfst afhankelijk zijn van hun ouders voor voedsel. In 2013 vormden twee wilde vrouwtjes paartjes met mannelijke valken die in gevangenschap werden geboren.